# زنگوله مونتانا
زنگوله مونتانا (نام علمی: Fritillaria montana) نام یک گونه از سرده لاله واژگون است.